# 肖肖尼湖
肖肖尼湖（英語：Shoshone Lake）是美國懷俄明州黃石國家公園西南部的一個湖泊，面積8050英畝（33平方公里），海拔7795英尺（2376公尺），位於斯內克河支流劉易斯河的源頭。在美國魚類及野生動物管理局的紀錄中，肖肖尼湖是美國本土最大的無法通過公路到達的偏遠湖泊。黃石火山口便位於肖肖尼湖內。

## 肖肖尼間歇泉盆地
肖肖尼間歇泉盆地位於湖的西南端，是世界上間歇泉最集中的盆地之一，總共有80多個間歇泉。